# Ronde van Lombardije 2004
De Ronde van Lombardije 2004 was de 98e editie van deze eendaagse Italiaanse wielerwedstrijd, en werd verreden op zaterdag 16 oktober 2004. Het parcours leidde van Mendrisio naar Como en ging over een afstand van 246 kilometer. Damiano Cunego won vóór Michael Boogerd en Ivan Basso in een gemiddelde snelheid van 39,056 kilometer per uur. De winnaar van de Ronde van Italië had in de sprint in de straten van Como een halve fiets voorsprong op Boogerd, die in Luik-Bastenaken-Luik en in de Amstel Gold Race ook al genoegen had moeten nemen met de tweede plaats, in beide gevallen achter Davide Rebellin. Van de 161 gestarte renners kwamen er 62 over de eindstreep.
De Ronde van Lombardije was de tiende en laatste race in strijd om de wereldbeker 2004. Die ging voor de derde keer op rij naar Paolo Bettini. De olympisch kampioen van Athene kon alleen nog door Rebellin worden bedreigd, maar die pakte in Como geen punten. Van een duel tussen beiden kwam het nooit. Gearmd reden Rebellin (28ste) en Bettini (29ste) over de finish, als uiting van de anticlimax in de strijd om de allerlaatste wereldbeker in de historie. Vanaf 2005 ging het klassement na vijftien jaar op in de UCI ProTour.

## Uitslag
| Ronde van Lombardije 2004 |                   |                 |          |
| Plaats                    | Naam              | Ploeg           | Tijd     |
| Winnaar                   | Damiano Cunego    | Saeco           | 6u17'55" |
| 2                         | Michael Boogerd   | Rabobank        | z.t.     |
| 3                         | Ivan Basso        | Team CSC        | z.t.     |
| 4                         | Cadel Evans       | Team T-Mobile   | z.t.     |
| 5                         | Daniele Nardello  | Team T-Mobile   | + 2"     |
| 6                         | Marzio Bruseghin  | Fassa Bortolo   | + 17"    |
| 7                         | Eddy Mazzoleni    | Saeco           | z.t.     |
| 8                         | Dario Frigo       | Fassa Bortolo   | z.t.     |
| 9                         | Franco Pellizotti | Alessio-Bianchi | z.t.     |
| 10                        | Luca Mazzanti     | Panaria-Margres | z.t.     |
|                           |                   |                 |          |
| 41                        | Christophe Brandt | Lotto-Domo      | + 5' 11" |

1905 · 1906 · 1907 · 1908 · 1909 · 1910 · 1911 · 1912 · 1913 · 1914 · 1915 · 1916 · 1917 · 1918 · 1919 · 1920 · 1921 · 1922 · 1923 · 1924 · 1925 · 1926 · 1927 · 1928 · 1929 · 1930 · 1931 · 1932 · 1933 · 1934 · 1935 · 1936 · 1937 · 1938 · 1939 · 1940 · 1941 · 1942 · 1943 · 1944 · 1945 · 1946 · 1947 · 1948 · 1949 · 1950 · 1951 · 1952 · 1953 · 1954 · 1955 · 1956 · 1957 · 1958 · 1959 · 1960 · 1961 · 1962 · 1963 · 1964 · 1965 · 1966 · 1967 · 1968 · 1969 · 1970 · 1971 · 1972 · 1973 · 1974 · 1975 · 1976 · 1977 · 1978 · 1979 · 1980 · 1981 · 1982 · 1983 · 1984 · 1985 · 1986 · 1987 · 1988 · 1989 · 1990 · 1991 · 1992 · 1993 · 1994 · 1995 · 1996 · 1997 · 1998 · 1999 · 2000 · 2001 · 2002 · 2003 · 2004 · 2005 · 2006 · 2007 · 2008 · 2009 · 2010 · 2011 · 2012 · 2013 · 2014 · 2015 · 2016 · 2017 · 2018 · 2019 · 2020 · 2021 · 2022 · 2023 · 2024 · 2025